# Constance Arnoult
 (septembre 2021).
Pour les articles homonymes, voir Arnoult.
Constance Arnoult, née le 7 novembre 1996 à Chambray-lès-Tours, est une actrice et mannequin française. Elle co-fonde le média culturel L'éloge en 2021.

## Biographie

### Études
Formée à la danse classique au Conservatoire de Tours, elle est confrontée à une blessure. Après un bac littéraire, elle effectue une hypokhâgne puis une khâgne. Puis elle obtient une licence de médiation culturelle à la Sorbonne. Constance Arnoult a ensuite effectué une alternance en communication.

### Carrière
En parallèle de ses études, Constance Arnoult est mannequin, activité qu'elle poursuivra par la suite. Elle travaille notamment pour Cartier, Chaumet, Guerlain et Lacoste. Elle réalise la direction artistique de la campagne Lee Cooper en 2020. Elle est le visage de Roger Vivier pour la campagne de mai 2021, avec le directeur artistique Gherardo Felloni.
En avril 2021, elle co-fonde le média L'éloge avec son associée Anaëlle Malka, où elles partagent leurs coups de cœur culturels.
Constance Arnoult se tourne récemment vers le cinéma. Elle joue le rôle de Mathilde aux côtés de Axel Auriant dans le moyen métrage Les Mains vides, réalisé par Arthur Dupont en 2021. Elle incarne Alexandra aux côtés de Manon Azem, Fadily Camara et Mickaël Lumière dans le film Friendzone réalisé par Charles Van Tieghem, qui sortira sur la plateforme Netflix le 29 septembre 2021. 
Elle a fait la couverture du magazine Infrarouge en mai 2021. Elle a participé au numéro de Gala spécial accessoires paru le 16 septembre 2021.
La jeune actrice est représentée par Marine Artozoul chez IMG Models et Gonzalve Leclerc chez Adéquat.

## Filmographie

### Long-métrage
- 2021 : Friendzone de Charles Van Tieghem : Alexandra[15]

### Moyen-métrage
- 2021 : Les Mains vides d’Arthur Dupont : Mathilde